# Джейн Треґанно
Джейн Треґанно (англ. Jane Tregunno, 9 липня 1962) — канадська академічна веслувальниця.
Срібна призерка Олімпійських Ігор 1984 року в складі розпашної четвірки зі стерновою, учасниця 1988 року.
Переможниця Ігор Співдружності 1986 року в складі розпашної четвірки зі стерновою.